# Саличко, Николай Фомич
Николай Фомич Саличко (3 февраля 1898 года, Бендеры, Бессарабская губерния — 13 сентября 1974 года, Москва) — советский военный деятель, Генерал-лейтенант артиллерии (1943 год).

## Биография
Николай Фомич Саличко родился 3 февраля 1898 года в городе Бендеры.

### Первая мировая и гражданская войны
В январе 1917 года был призван в ряды Русской императорской армии, после чего направлен на учёбу в Одесское артиллерийское училище. В феврале 1918 году уволен из рядов армии в чине прапорщика.
В июне 1919 года был призван в ряды РККА, после чего назначен на должность помощника командира батареи 4-го тяжелого дивизиона (4-я Украинская стрелковая дивизия). В октябре того же года был направлен на учёбу в Высшую артиллерийскую школу, после окончания которой в августе 1920 года был назначен на должность командира батареи в составе 2-й Московской бригады курсантов, в мае 1921 года — на должность командира дивизиона 1-х Армавирских артиллерийских курсов, а затем — на эту же должность в составе 2-й Московской бригады курсантов. Находясь на этих должностях, принимал участие в боевых действиях на Южном и Кавказском фронтах.

### Межвоенное время
В мае 1922 года был назначен на должность командира дивизиона 1-х Кавказских артиллерийских курсов, а в декабре — на должность командира отделения гаубичной батареи и помощника командира гаубичного дивизиона в составе 3-й Кавказской стрелковой дивизии (Отдельная Кавказская армия). В 1924 году принимал участие в боевых действиях в ходе подавления антисоветского восстания в Грузии.
В сентябре 1924 года был направлен на учёбу на артиллерийские курсы по усовершенствованию командного состава при Высшей артиллерийской школе, после окончания которых в сентябре 1925 года вернулся в 3-ю Кавказскую стрелковую дивизию, где служил на должностях командира учебной батареи и командира дивизиона легкоартиллерийского полка.
В октябре 1926 года был назначен на должность помощника командира легкоартиллерийского полка 1-й Кавказской стрелковой дивизии, а в марте 1930 года — на должность командира и комиссара этого же полка.
В декабре 1930 года был направлен на учёбу на академические курсы по техническому усовершенствованию при Военно-технической академии РККА, после окончания которых в сентябре 1931 года был назначен на должность командира и комиссара 138-го гаубичного артиллерийского полка, затем — на должность командира и комиссара 20-го корпусного артиллерийского полка, в июне 1934 года — на должность начальника артиллерии 11-го механизированного корпуса, в ноябре 1935 года — на должность начальника 1-го отделения отдела артиллерии штаба Забайкальского военного округа. С августа по ноябрь 1937 года исполнял обязанности начальника артиллерии штаба оперативной группы округа. В мае 1938 года был назначен на должность начальника 1-го отдела Управления начальника артиллерии округа.
В августе 1938 года был уволен из рядов РККА по ст. 43 п. «б», однако в ноябре 1939 года был восстановлен в кадрах и назначен на должность преподавателя стрельбы на артиллерийских курсах усовершенствования командного состава РККА.

### Великая Отечественная война
С началом войны Саличко был назначен на должность начальника штаба артиллерии 11-й армии, которая в июне принимала участие в ходе оборонительной операции в Прибалтике, в июле вела оборонительные боевые действия на псковском направлении, нанося контрудары по противнику в районах Сольцы и Старая Русса. Вскоре армия принимала участие в боевых действиях в районах городов Старая Русса и Демянск.
В декабре 1941 года был назначен на должность командующего артиллерией 34-й армии, и одновременно с января по март 1943 года — на должность командующего артиллерией 11-й армии.
В апреле 1943 года был назначен на должность командира 8-го артиллерийского корпуса прорыва РВГК, в марте 1944 года — на должность командира 2-го артиллерийского корпуса прорыва РВГК, а в июне того же года — на должность командира 5-го артиллерийского корпуса прорыва РВГК, который принимал участие в освобождении Минска и Борисова. За проявленные мужество и организованность, а также умелое и творческое руководство частями артиллерийского корпуса при прорыве обороны противника при освобождении Белоруссии Николай Фомич Саличко был награждён орденом Кутузова 2 степени.
В апреле 1945 года был направлен на учёбу на ускоренный курс при Высшей военной академии имени К. Е. Ворошилова.

### Послевоенная карьера
После окончания войны продолжил учёбу на курсах, после окончания которых в феврале 1946 года был назначен на должность старшего преподавателя этой же академии.
В мае 1947 года был направлен в Артиллерийскую академию имени Ф. Э. Дзержинского, где был назначен на должность начальника кафедры высших соединений, в январе 1949 года — на должность начальника кафедры оперативно-тактической подготовки, в июне 1951 года — на должность начальника Высших академических курсов при этой же академии, в апреле 1952 года — на должность заместителя начальника академии по оперативно-тактической подготовке, а в январе 1953 года — на должность заместителя начальника по научной и учебной работе филиала академии. В ноябре того же года был назначен на должность заместителя начальника Военно-артиллерийской командной академии.
Генерал-лейтенант артиллерии Николай Фомич Саличко в декабре 1955 года вышел в отставку. Умер 13 сентября 1974 года в Москве.

## Награды
- Орден Ленина;
- Три ордена Красного Знамени;
- Два ордена Кутузова 2 степени;
- Медали[какие?].